# Deán de Westminster

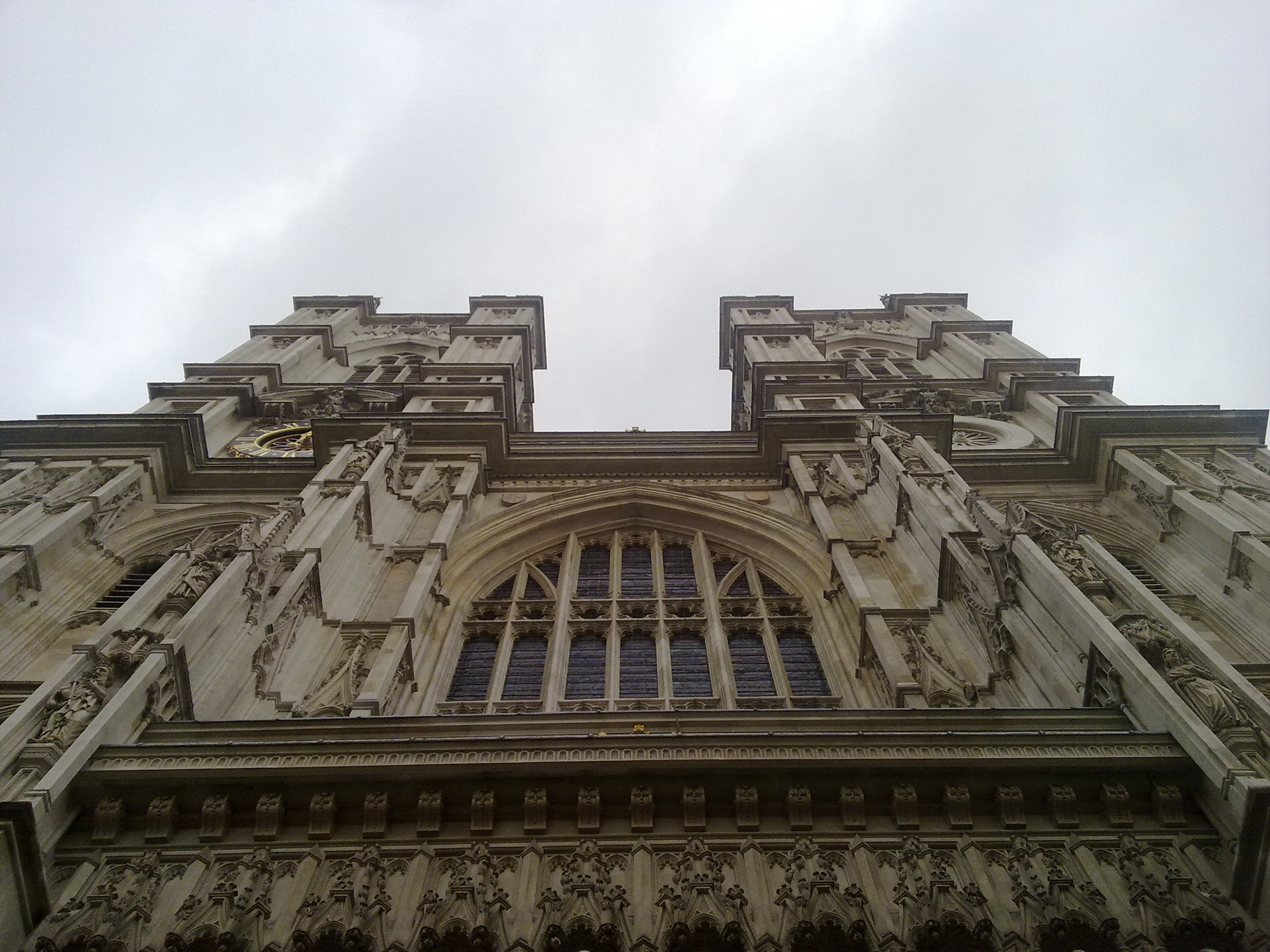
Fachada oeste de la abadía

El deán de la abadía de Westminster es el presidente del capítulo de la iglesia colegiata de San Pedro de Westminster. Debido a la configuración jurídica de la abadía como Royal Peculiar, es decir, como lugar de culto sujeto a la jurisdicción real, el deán no responde ante su ordinario, el obispo de Londres, ni ante el arzobispo de Canterbury en tanto que su metropolitano, sino directamente ante el monarca.

### Edad Contemporánea

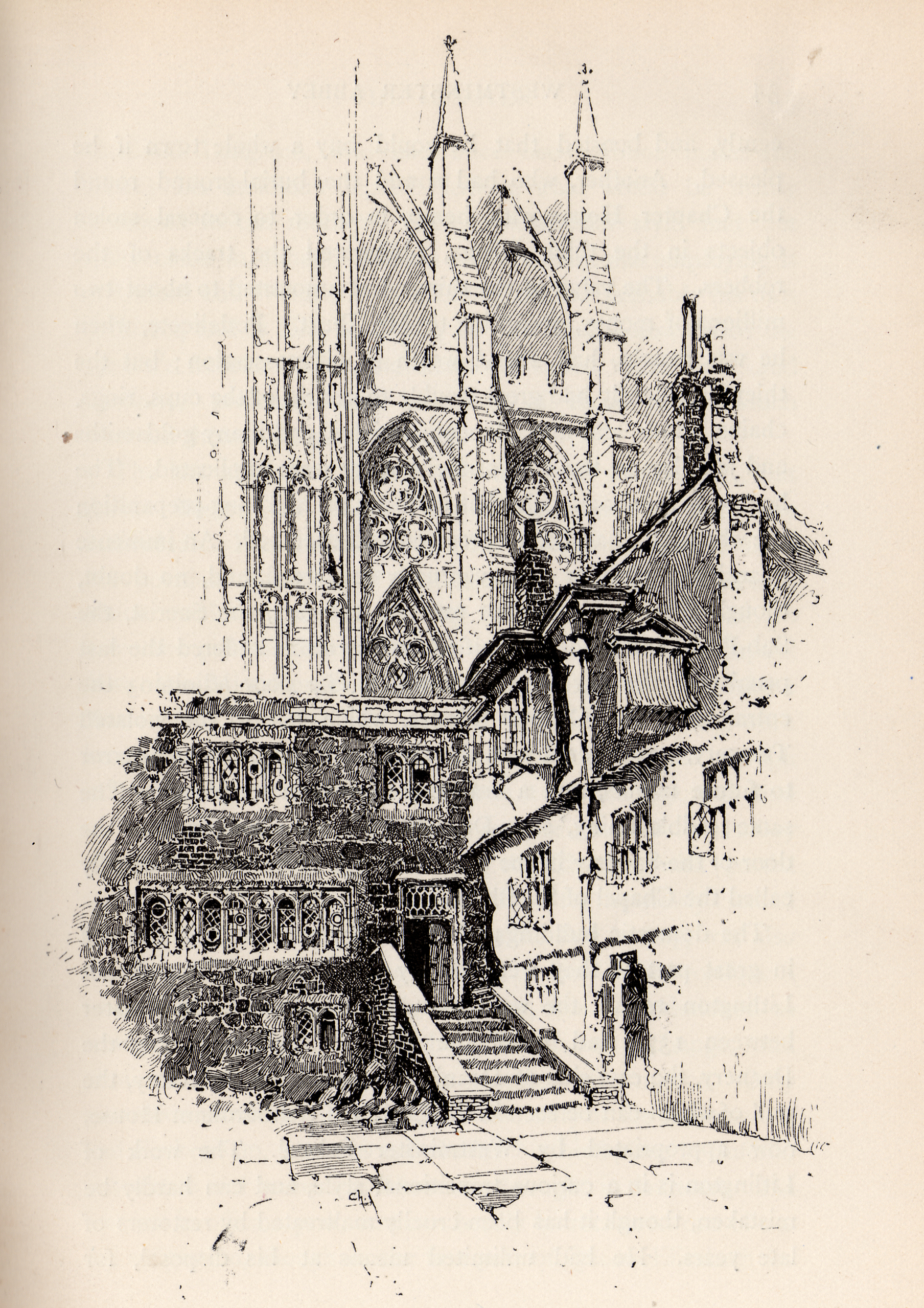
El decanato de la abadía de Westminster

## Lista de deanes
| - 1540–1549 William Benson - 1549–1553 Richard Cox - 1553–1556 Hugh Weston - 1556–1559 John Feckenham - 1560–1561 William Bill - 1561–1601 Gabriel Goodman - 1601–1605 Lancelot Andrewes - 1605–1610 Richard Neile - 1610–1617 George Montaigne - 1617–1620 Robert Tounson - 1620–1644 John Williams - 1644–1651 Richard Steward - 1660–1662 John Earle - 1662–1683 John Dolben - 1683–1713 Thomas Sprat - 1713–1723 Francis Atterbury - 1723–1731 Samuel Bradford - 1731–1756 Joseph Wilcocks - 1756–1768 Zachary Pearce - 1768–1793 John Thomas | - 1793–1802 Samuel Horsley - 1802–1815 William Vincent - 1816–1842 John Ireland - 1842–1845 Thomas Turton - 1845 Samuel Wilberforce - 1845–1856 William Buckland - 1856–1864 Richard Chenevix Trench - 1864–1881 Arthur Stanley - 1881–1902 George Bradley - 1902–1911 Armitage Robinson - 1911–1925 Herbert Ryle - 1925–1937 William Foxley Norris - 1938–1946 Paul de Labilliere - 1946–1959 Alan Don - 1959–1974 Eric Abbott KCVO - 1974–1985 Edward Carpenter KCVO - 1986–1996 Michael Mayne KCVO - 1997–2006 Wesley Carr KCVO - 2006– John Hall. |  |